# Estação Colégio
Estação Colégio é uma estação de metrô do Rio de Janeiro. Inaugurada em 1998, a construção da estação do Metrô em Colégio compreendeu também a instalação de uma quadra esportiva e de brinquedos para as crianças, como em outras estações da Linha 2, criando uma nova forma de integração dos moradores da área ao Metrô, revitalizando a área.

## Acessos
Os dois acessos da estação se chamam: 
Acesso A - Estrada do Colégio
Acesso B - Estrada do Barro Vermelho.